# Hibiscus ellisii
Hibiscus ellisii är en malvaväxtart som beskrevs av John Gilbert Baker. Hibiscus ellisii ingår i Hibiskussläktet som ingår i familjen malvaväxter. Inga underarter finns listade i Catalogue of Life.